# 黃友嘉
黃友嘉，GBS，JP（1957年10月25日—），祖籍福建泉州惠安，是香港智庫工商專業聯會前主席及1990年創會會員、第十二、十三屆港區全國人大代表、前香港中華廠商聯合會會長、美國聯儲局前經濟研究員，並且持有美國國籍。此前，他於1962年畢業於蘇浙小學幼稚園，於4歲（1962年9月，仍未度過5歲生日）入讀蘇浙小學，至十歲時入讀聖保羅書院（1968年入讀中一）。他在15歲完成香港中學會考後到美國升學升讀高中課程。，1975年至1979年於美國威斯康辛大學修讀經濟學學士學位，1980年至1982年於芝加哥大學完成經濟學碩士課程，1982年至1987年在芝加哥大學取得經濟學博士資格。黃友嘉家有四姊一兄，全部均為蘇浙小學的舊生。而其父親為本地著名政商界人士黃保欣。

## 個人生活
黃友嘉已婚，與妻子Odalia育有兩名女兒。

## 公職
- 2013年 經濟發展委員會 成員
- 2015年3月始：強制性公積金計劃管理局 主席
- 2021年1月始：香港教育大學 校董會主席

## 相關
- 金紫荊星章
- 香港貿易發展局
- 香港特别行政区全国人民代表大会代表
- 扶貧委員會
- 2006年香港選舉委員會界別分組選舉
- 社區18
- 把酒當歌
- 香港2012年度授勳及嘉獎名單